# Aitra
Aitra je řeka v Litvě, v Žemaitsku, teče v Telšiaiském a (Tauragėském kraji). Je to levý přítok řeky Jūra, vtéká do ní 133,8 km od jejího ústí. Počátek toku řeky je nyní na jihozápadním okraji města Tverai. Původní horní tok řeky (pod názvem Aitralė) byl sveden do řeky Pala. Horní tok, nyní pod jménem Aitralė tekl zprvu na východ, protékal územím ChKO Ruškio kraštovaizdžio draustinis, kde tvořil oblouk o 180 stupňů přes jižní směr do směru na západ. Nyní pramení na jižním okraji města Tverai kde se do ní od severu vlévá řeka Pilsupis a ostře se stáčí na jih, po soutoku s řekou Laukė u vsi Eidininkai se stáčí na západ, u obce Labardžiai opět na jih a po soutoku s řekou Ymėžė pozvolna směrem jihozápadním. 60% povodí zabírá bažinatý les. 0,5 km za soutokem s řekou Ymėžė Aitru překlenuje most dálnice A1 Kaunas – Klaipėda (251,5 km).

## Přítoky
- Levé:

| Hydrologické pořadí | Řeka  | Délka (km) | Povodí (km²) | Vzdálenost od ústí (km) | Ústí kde   | Koordináty ústí |
| ------------------- | ----- | ---------- | ------------ | ----------------------- | ---------- | --------------- |
| 16010161            | Laukė | 10,8       | 63,8         | 31,2                    | Eidininkai |                 |
| 16010167            | Gervė | 5,4        | 7,5          | 18,0                    |            |                 |
| 16010168            | Momys | 7,6        | 24,1         | 14,6                    |            |                 |
| 16010171            | A – 1 | 5,0        | 4,1          | 12,1                    |            |                 |
| 16010172            | Ymėžė | 12,2       | 67,5         | 8,4                     |            |                 |

## Galerie

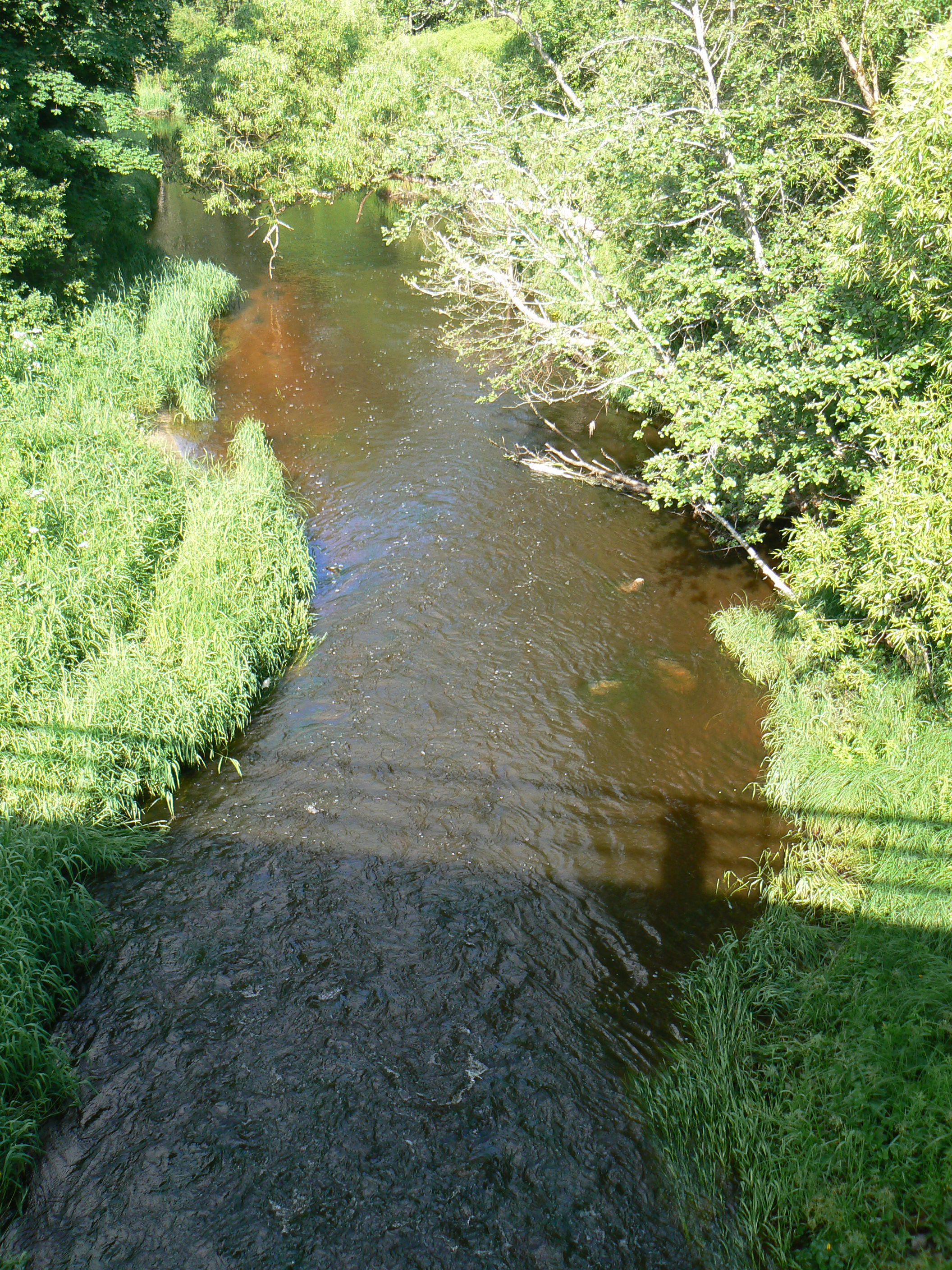
Aitra z mostu silnice č.164 po proudu
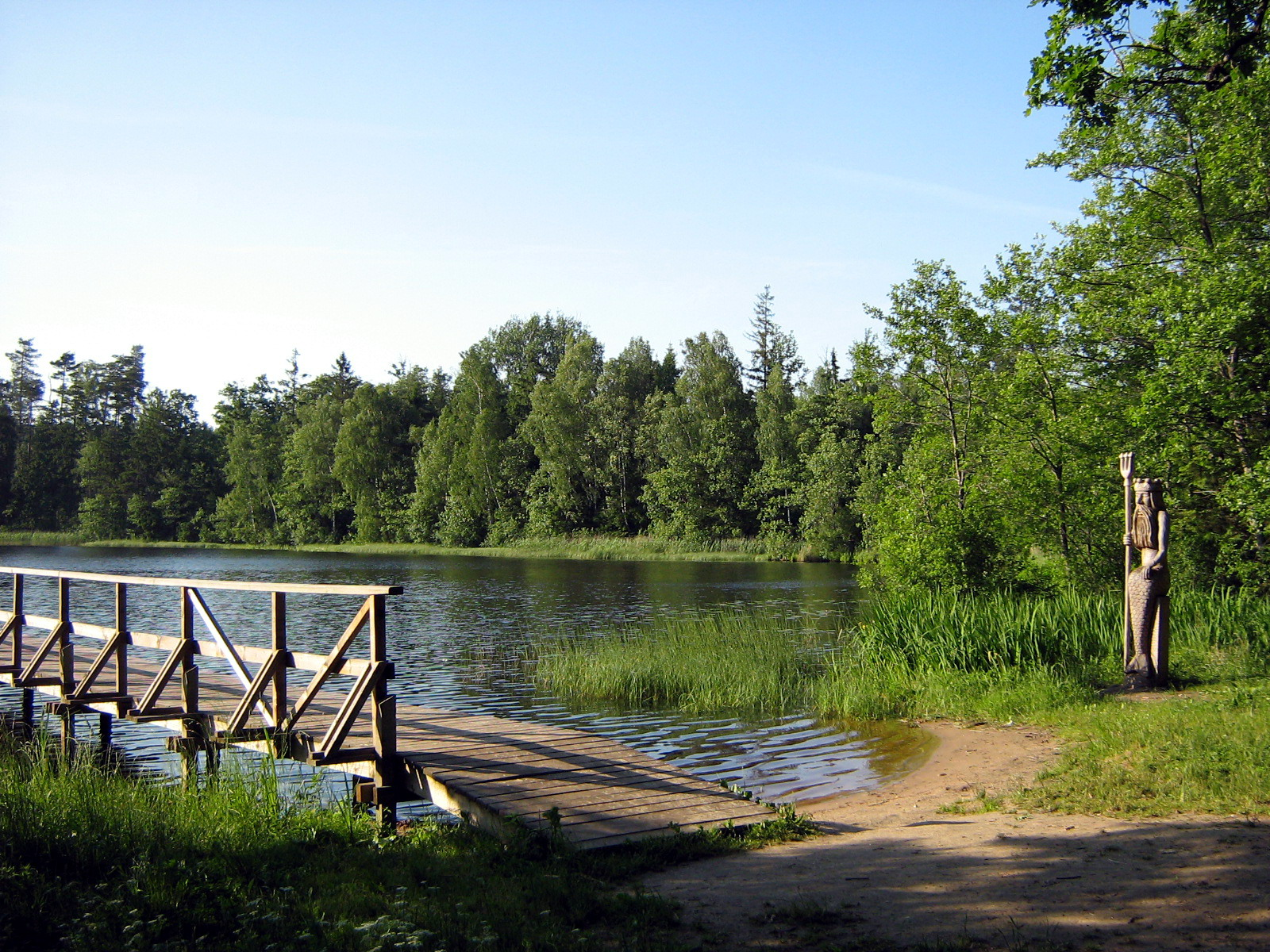
jezero Ruškis, ze kterého vytéká Aitralė
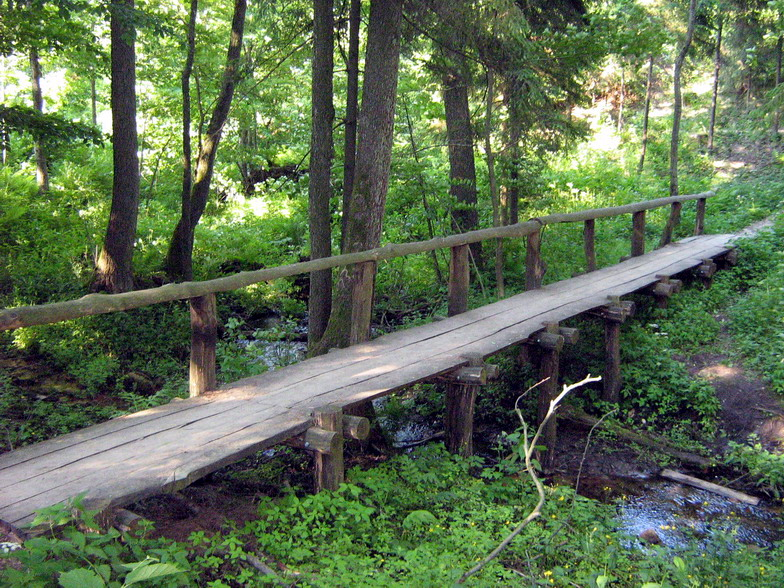
První metry toku řeky Aitralė s lávkou